# استجابة منظمة الصحة العالمية لجائحة كورونا 2019-20

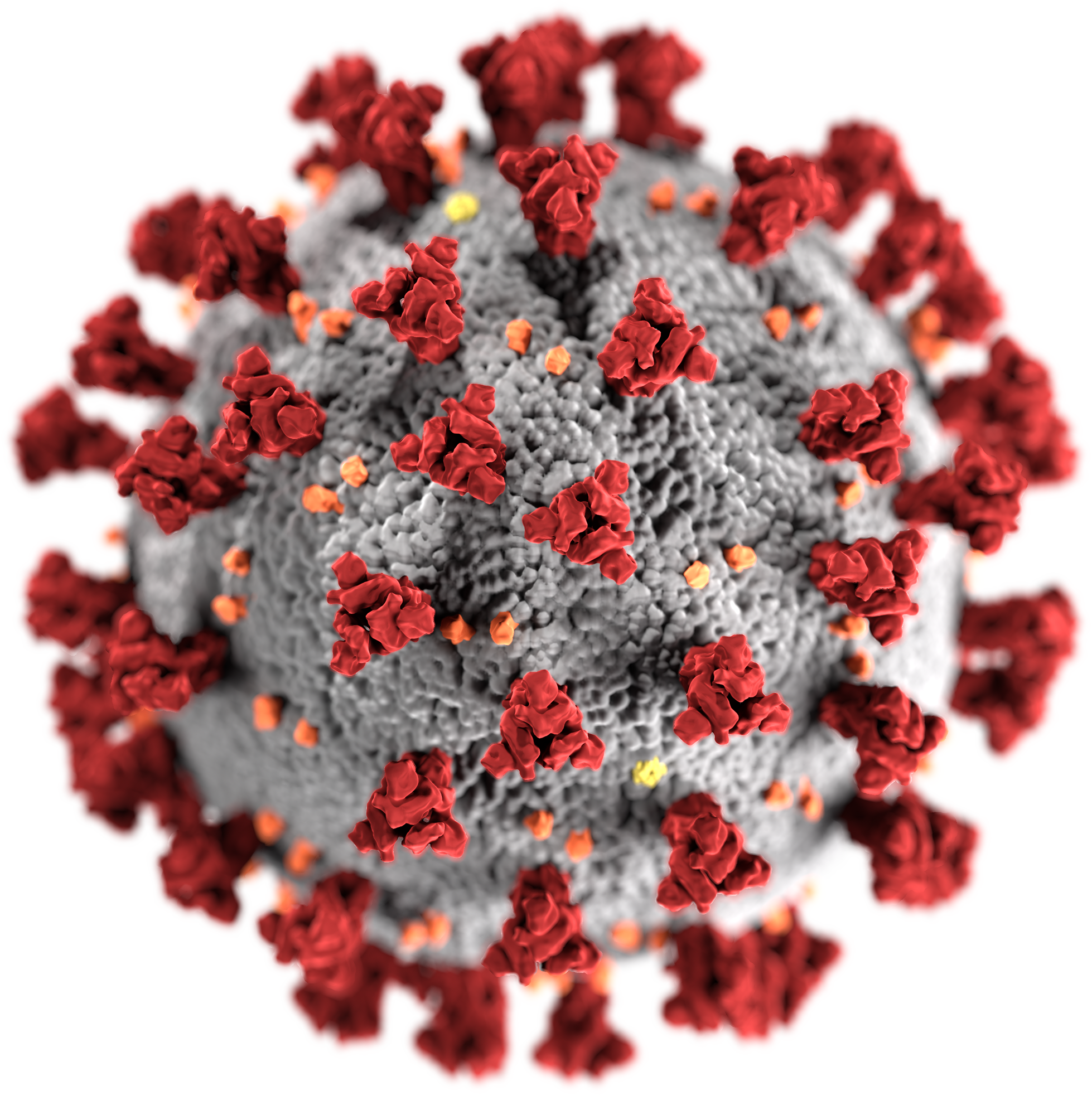

منظمة الصحة العالمية هي منظمة رائدة تشارك في التنسيق العالمي للتخفيف من جائحة كورونا-19 . في 5 كانون الثاني2020 ، أخطرت منظمة الصحة العالمية العالم بشأن «الالتهاب الرئوي لسبب غير معروف» من الصين، وتابعت بعد ذلك التحقيق في المرض. في 20 كانون الثاني، أكدت منظمة الصحة العالمية انتقال المرض من شخص لآخر. في 30 كانون الثاني، أعلنت منظمة الصحة العالمية ان تفشي المرض هو حالة طارئة للصحة العامة ذات أهمية دولية وحذرت جميع البلدان للاستعداد. في 11 آذار، قالت منظمة الصحة العالمية إن تفشي المرض يشكل وباءً. وقادت منظمة الصحة العالمية عدة مبادرات مثل صندوق الاستجابة للتضامن كورونا-19 لجمع الأموال من أجل الجائحة وتجربة التضامن للتحقيق في خيارات العلاج المحتملة للمرض. في الاستجابة لتفشي المرض، كان على منظمة الصحة العالمية التعامل مع النزاعات السياسية بين الدول الأعضاء، وخاصة فيما يتعلق بالصين.

## الجدول الزمني
- في 30 كانون الأول 2019، حصلت منظمة الصحة العالمية على تقرير صيني حول سبع حالات أو أكثر من الالتهاب الرئوي غير النمطي.[9]
- في 31 كانون الاول2019 ، أبلغت السلطات في الصين عن مجموعة من حالات الالتهاب الرئوي غير معروفة السبب.[1] أرسل مركز السيطرة على الأمراض في تايوان بريدًا إلكترونيًا إلى منظمة الصحة العالمية بعد بضع ساعات، مكررًا التقرير الصيني السابق وطلب مزيدًا من المعلومات.

### كانون الثاني2020
- في 1 كانون الثاني 2020، أنشأت منظمة الصحة العالمية فريق دعم إدارة الحوادث للتعامل مع تفشي المرض على أساس طارئ.[10]
- في 5 كانون الثاني 2020، أخطرت منظمة الصحة العالمية جميع الدول الأعضاء بشأن تفشي جديد لفيروس الالتهاب الرئوي غير المعروف في مقاطعة هوبي في الصين.[11]
- في 10 كانون الثاني، أصدرت منظمة الصحة العالمية مجموعة شاملة من الإرشادات للبلدان حول كيفية اختبار الحالات المحتملة. وبحلول هذا التاريخ، حذرت منظمة الصحة العالمية من خطر انتقال العدوى من شخص لآخر.[3][12]
- في 12 كانون الثاني، شارك العلماء الصينيون التسلسل الجيني للفيروس الجديد، [13] وطلبت منظمة الصحة العالمية من فريق ألماني تصميم اختبار.[14]
- وفي 13كانون الثاني، أكدت منظمة الصحة العالمية أول حالة للمرض خارج الصين، في تايلاند.[15]
- في 14 كانون الثاني، قالت ماريا فان كيرخوف من منظمة الصحة العالمية في إيجاز صحفي «من المحتمل أن يكون هناك انتقال محدود من شخص لآخر، ربما بين العائلات، ولكن من الواضح جدًا الآن أنه ليس لدينا إصابة بشرية مستمرة - انتقال العدوى بين البشر» [16][17][18] أوصت منظمة الصحة العالمية البلدان باتخاذ الاحتياطات بسبب انتقال الفيروس من شخص إلى آخر أثناء تفشي مرض السارس ونوبات متلازمة الشرق الأوسط التنفسية السابقة. في نفس اليوم، أفاد حساب منظمة الصحة العالمية على موقع تويتر أن «التحقيقات الأولية التي أجرتها السلطات الصينية لم تعثر على دليل واضح على انتقال العدوى من شخص لآخر».[19]
- في 20 كانون الثاني، نشرت منظمة الصحة العالمية تغريدة مفادها أنه «أصبح من الواضح الآن من أحدث المعلومات أن هناك على الأقل انتقالًا من شخص لآخر»، نظرًا إلى إصابة العاملين في مجال الرعاية الصحية.[2]
- في 22 كانون الثاني، أصدرت منظمة الصحة العالمية بيانًا ذكرت فيه أن البيانات «تشير إلى أن انتقال العدوى من إنسان إلى آخر يحدث في ووهان»، ودعت إلى مزيد من التحقيق.[20]
- في 22 كانون الثاني، تم تشكيل لجنة طوارئ لتقييم ما إذا كان تفشي المرض يشكل حالة طوارئ صحية عامة ذات أهمية دولية. لم تتمكن اللجنة من التوصل إلى توافق في الآراء.[21]
- في 27 كانون الثاني، قامت منظمة الصحة العالمية بتقييم خطر تفشي المرض على أنه «مرتفع على المستوى العالمي».[22]
- في 30 يناير، اجتمعت لجنة الطوارئ مرة أخرى، وأفادت أن التفشي يشكل حالة طوارئ للصحة العامة ذات أهمية دولية. وحذرت منظمة الصحة العالمية من أن «جميع البلدان يجب أن تكون مستعدة للاحتواء».[23]

### شباط 2020
- في 3 شباط، قال رئيس منظمة الصحة العالمية تيدروس أدهانوم غيبريسوس إنه ليست هناك حاجة «ليس ضروريا وقف السفر والتجارة الدولية» في محاولة للسيطرة على كورونا-19. وقال: «ندعو جميع الدول إلى تنفيذ قرارات قائمة على الأدلة ومتسقة». في ذلك الوقت، كانت الصين «تواجه عزلة دولية متزايدة بسبب القيود المفروضة على الرحلات الجوية من وإلى البلاد، وحظر المسافرين من الصين» وفقًا لرويترز.[24][25][26]
- في 12 شباط، عقدت منظمة الصحة العالمية منتدى للبحث والابتكار، ضم الباحثين والممولين، لتمويل البحوث ذات الأولوية لوقف التفشي ومنع تفشي المرض في المستقبل.[27]
- في الفترة من 16 إلى 24 شباط، سافرت البعثة المشتركة بين منظمة الصحة العالمية والصين إلى الصين وأعدت تقريراً عن تطور تفشي المرض في الصين.[28]

### آذار 2020
- في 3 آذار 2020، أصدرت منظمة الصحة العالمية خطة التأهب والاستجابة الاستراتيجية للمساعدة في حماية تلك البلدان ذات النظم الصحية الضعيفة.[29]
- في 9 آذار، نشرت منظمة الصحة العالمية ومنظمة الطيران المدني الدولي بيان تذكير للتحذير من خرق اللوائح الصحية الدولية (2005) .[30]
- في 11 آذار، أكدت منظمة الصحة العالمية أن مرض فيروس كورونا 2019 هو جائحة. ودعت DGWHO الحكومات إلى تغيير مسارها من خلال اتخاذ «إجراءات عاجلة وعنيفة».[4]
- في 13 آذار، أطلقت منظمة الصحة العالمية صندوق الاستجابة للتضامن كورونا-19 لدعم عملهم في احتواء وباء الفيروس التاجي 2019-20.[31]
- في 18 آذار، أطلقت منظمة الصحة العالمية تجربة التضامن، وهي تجربة سريرية دولية لإيجاد علاج فعال لأمراض فيروس التاجي.[32]

### نيسان 2020
- في 3 نيسان، أعلنت منظمة الصحة العالمية أنها ستعمل مع اليونيسف على استجابة كورونا-19 من خلال صندوق الاستجابة للتضامن.
- بحلول 7 نيسان، قبلت منظمة الصحة العالمية اختبارين تشخيصيين للشراء بموجب إجراء قائمة الاستخدام الطارئ (EUL) للاستخدام أثناء جائحة ;, كورونا-19، من أجل زيادة الوصول إلى اختبارات دقيقة ومضمونة الجودة للمرض.[33] كل من التشخيصات المختبرية، والاختبارات هي Genesig Real-Time PCR Coronavirus (COVID-19) المصنعة من قبل Primerdesign ، ومقايسة نوعية كوباس SARS-CoV-2 للاستخدام على أنظمة cobas 6800/8800 بواسطة أنظمة Roche Molecular Systems . يمكن أيضًا توفير هذه الاختبارات من قبل الأمم المتحدة ووكالات المشتريات الأخرى التي تدعم استجابة كورونا-19.
- يصادف 9 نيسان اليوم المائة بعد إخطار منظمة الصحة العالمية بالحالات الأولى من «الالتهاب الرئوي غير المعروف» في الصين. وقال المدير العام إن منظمة الصحة العالمية ستصدر إستراتيجية محدثة لمكافحة الوباء. أطلقت منظمة الصحة العالمية فرقة عمل سلسلة الإمداد COVID-19 التابعة للأمم المتحدة لزيادة المعروض من المنتجات المنقذة للحياة لـ COVID-19.[34]
- في 23 نيسان، نشرت منظمة الصحة العالمية عن طريق الخطأ مسودة تقارير نتائج تجارب كورونا-19 في الصين، والتي تم إزالتها بعد ذلك من الموقع.[35] نشرت " فاينانشيال تايمز" مقالة عن النتائج، [36] وأصدرت جلعاد ساينس بيانا قالت فيه إن "محققو الدراسة لم يمنحوا إذنًا لنشر النتائج. علاوة على ذلك، نعتقد أن المنشور تضمن توصيفات غير ملائمة للدراسة ". أشار جلعاد إلى وجود خطط لنشر البيانات في منفذ مراجعة الأقران.[37]
- في 24 نيسان، أصدرت منظمة الصحة العالمية موجزًا علميًا تجادل فيه ضد جوازات الحصانة بسبب عدم كفاية الأدلة.[38] كما أطلقوا مسرع أدوات الوصول إلى COVID-19، وهو تعاون لتسريع تطوير وإنتاج اللقاحات والتشخيص والعلاج لـ كورونا-19.[39]

## المبادرات
تنشر منظمة الصحة العالمية يوميا تقارير عن الحالة وتعقد مؤتمرات صحفية لتحديث وسائل الإعلام حول الوباء. قامت منظمة الصحة العالمية بشحن أكثر من مليوني عنصر من معدات الوقاية الشخصية ومليون مجموعة اختبار تشخيصي إلى أكثر من 120 دولة. أطلقت منظمة الصحة العالمية دورات تعليمية إلكترونية متعددة اللغات حول مختلف جوانب كورونا-19، بما في ذلك الاستعداد والاستجابة. حتى نيسان 2020، جمع صندوق الاستجابة للتضامن التابع لمنظمة الصحة العالمية أكثر من 140 مليون دولار أمريكي من أكثر من 200000 فرد ومنظمة.
تحدي الأيدي الآمنة، حملة أطلقتها منظمة الصحة العالمية تحث الجميع على غسل أيديهم بانتظام تشهد مشاركة المشاهير. لمنظمة الصحة العالمية حضور نشط في جميع قنوات وسائل التواصل الاجتماعي، حيث تعمل على مكافحة التضليل. لمواجهة الأساطير المتعلقة بـ كورونا-19، أنشأت منظمة الصحة العالمية موارد للجمهور. دخلت منظمة الصحة العالمية في شراكة مع ليدي غاغا، التي ستؤدي حفلًا تلفزيونيًا لجمع التبرعات للعاملين الصحيين. بحلول 7 نيسان، جمعت 35 مليون دولار أمريكي من أجل القضية.

## اشخاص
يقود المدير العام، تيدروس أدهانوم غيبريسوس، جهود منظمة الصحة العالمية لاحتواء جائحة هذا الفيروس. إلى جانب تيدروس، ظهر مايكل ج. رايان، المدير التنفيذي لبرنامج الطوارئ الصحية لمنظمة الصحة العالمية وماريا فان كيرخوف، القائدة الفنية لاستجابة COVID-19، في مؤتمرات صحفية في المقر الرئيسي لمنظمة الصحة العالمية في جنيف. وترأس البعثة المشتركة بين منظمة الصحة العالمية والصين في شباط 2020 بروس أيلوارد من منظمة الصحة العالمية ووانيان ليانغ من لجنة الصحة الوطنية الصينية.

## استقبال
وتعرضت معالجة منظمة الصحة العالمية للوباء لانتقادات وسط ما وصف بأنه «عمل التوازن الدبلوماسي للوكالة» بين «الصين ومنتقدي الصين»، حيث أن التوتر المستمر بين الصين والولايات المتحدة يخلق تحديات في السيطرة على الفيروس. ويتهم النقاد المنظمة بأنها «قريبة جداً من بكين». تضمنت المخاوف الأولية ملاحظة مفادها أنه في حين تعتمد منظمة الصحة العالمية على البيانات المقدمة وتصفيتها من قبل الدول الأعضاء، فإن لدى الصين «نفورًا تاريخيًا من الشفافية والحساسية للنقد الدولي».
وردا على الانتقادات، قال المدير العام تيدروس إن الصين "لا تحتاج إلى أن يُشاد بها. فعلت الصين الكثير من الأشياء الجيدة لإبطاء انشار الفيروس. يمكن للعالم كله أن يحكم. لا يوجد غزل هنا، "  ونقول كذلك" أعرف أن هناك الكثير من الضغط على منظمة الصحة العالمية عندما نقدر ما تفعله الصين ولكن بسبب الضغط لا يجب أن نفشل في قول الحقيقة، نحن لا نقول أي شيء لإرضاء أي شخص. لأن هذه هي الحقيقة ". قال بعض المراقبين إن منظمة الصحة العالمية غير قادرة على المخاطرة باستعداء الحكومة الصينية، وإلا لما كانت الوكالة قادرة على البقاء على علم بالحالة المحلية للمرض والتأثير على تدابير الاستجابة هناك، وبعد ذلك كان من المحتمل أن تكون هناك مجموعة من المقالات تنتقد منظمة الصحة العالمية لإساءتها للصين بلا داع في وقت الأزمات وتعرقل قدرتها على العمل ". من خلال ذلك، دافع خبراء مثل د. ديفيد نابارو عن هذه الاستراتيجية من أجل "ضمان تعاون بكين في إقامة استجابة عالمية فعالة للفاشية". ودافع عثمان دار، مدير مشروع One Health في مركز Chatham House حول الأمن الصحي العالمي، عن سلوك منظمة الصحة العالمية، مشيراً إلى أن الضغط نفسه كان "الذي مارسته منظمات الأمم المتحدة دائمًا من الاقتصادات المتقدمة".
وأعرب الزعماء الأفارقة عن دعمهم لمنظمة الصحة العالمية ضد الوباء، حيث قال الاتحاد الأفريقي إن المنظمة قامت «بعمل جيد» ودعا الرئيس النيجيري محمدو بوهاري إلى «التضامن العالمي».
قال نائب رئيس الوزراء ووزير المالية الياباني، تارو آسو، إن بعض الأشخاص وصفوا منظمة الصحة العالمية بـ «منظمة الصحة الصينية»، بسبب ما وصفه بعلاقاتها الوثيقة مع بكين.
في 14 نيسان 2020، أعلن رئيس الولايات المتحدة دونالد ترامب أن الولايات المتحدة ستوقف تمويلها لمنظمة الصحة العالمية أثناء مراجعة دورها في «سوء الإدارة الشديد والتغطية على انتشار فيروس كورونا». وقبل أسبوع، في مؤتمر صحفي، انتقد ترامب منظمة الصحة العالمية «لفقدان السيطرة» بشأن جائحة فيروس كورونا وهدد بوقف التمويل الأمريكي للمنظمة؛ وفي اليوم نفسه، غرد أيضًا بشكوى مفادها أن الصين تستفيد بشكل غير متناسب من منظمة الصحة العالمية، قائلاً إن «منظمة الصحة العالمية فجرتها حقًا». وقد خصص الكونجرس الأمريكي بالفعل حوالي 122 مليون دولار لمنظمة الصحة العالمية لعام 2020، وكان ترامب قد اقترح سابقًا في طلب ميزانية البيت الأبيض لعام 2021 تخفيض تمويل منظمة الصحة العالمية إلى 58 مليون دولار. أثار إعلان الرئيس ترامب إدانة واسعة النطاق من قادة العالم وخبراء الصحة، وجاء وسط انتقادات مستمرة لفشله في الاستعداد لتفشي المرض في الولايات المتحدة، الدولة التي لديها أكبر عدد رسمي من حالات الإصابة المؤكدة حتى 15 نيسان، 2020. ووصفت منظمة الصحة العالمية القرار بأنه «مؤسف»، وذكرت أن المنظمة نبهت العالم لأول مرة في 5 كانون الثاني عندما تم تحديد مجموعة من 41 حالة من حالات الالتهاب الرئوي غير النمطي من ملايين الحالات المماثلة التي تحدث كل عام. قال أستاذ القانون الأمريكي لورانس أو جوستين إن قرار ترامب كان «المثال الأول على سبب وجودنا في هذه الفوضى»: منظمة الصحة العالمية مترددة في التسبب في أي اساءة خوفًا من فقدان التمويل.
في نيسان 2020، ذكرت صحيفة سيدني مورنينج هيرالد أنه في حين أن الحكومة الأسترالية تقدر منظمة الصحة العالمية وتخطط لمواصلة المساهمة بالأموال، فقد «فقدوا الثقة» في المقر العالمي للمنظمة. خططت الحكومة الأسترالية للضغط من أجل منح منظمة الصحة العالمية قوة أكبر، على غرار مفتشي الأسلحة التابعين للأمم المتحدة، لتقليل الاعتماد على حكومات الدول الفردية. كما خططت الحكومة الأسترالية للضغط من أجل مراجعة المعالجة العالمية للفاشية، بما في ذلك منظمة الصحة العالمية.
في ايار 2020، ذكرت صحيفة دير شبيجل الألمانية أن الزعيم الصيني الأعلى شي جين بينغ طلب من المدير العام لمنظمة الصحة العالمية تيدروس أدهانوم غيبريسوس، في مكالمة هاتفية في 21 كانون الثاني، تأجيل إصدار تحذير عالمي أو الإبلاغ عن انتقال العدوى من شخص لآخر. نفت منظمة الصحة العالمية أن يكون كل من غيبريسوس وشي قد تحدثا في ذلك التاريخ وأضافت أن الاثنين لم يتحدثا عبر الهاتف. كما أشارت منظمة الصحة العالمية إلى أن الصين أكدت بالفعل انتقال العدوى من شخص لآخر في 20 كانون الثاني .
في 19 ايار 2020، أعاد دونالد ترامب تأكيد انتقاده بشأن إدارة كورونا-19 من قبل منظمة الصحة العالمية في رسالة إلى مديرها العام تيدروس أدهانوم. استشهدت الرسالة بإخفاقات منظمة الصحة العالمية المزعومة وتجاهلت التحذيرات الواضحة للمنظمة. وكررت الرسالة أيضا الادعاء الكاذب بأن تايوان أعطت منظمة الصحة العالمية إنذارا مبكرا حرجا.

### مناقشة تايوان
أدرج «منطقة تايوان» في تقارير الحالة اليومية لمنظمة الصحة العالمية، مما أدى إلى حصول تايوان على نفس تصنيف المخاطر «المرتفع للغاية» لمنظمة الصحة العالمية على الرغم من وجود عدد صغير نسبيًا من الحالات في الجزيرة التي يحكمها ROC إلى احتجاجات تايوان التي تقول أن التصنيف أدى إلى تلقي حظر السفر نتيجة لذلك. مزيد من المخاوف بشأن وضع تايوان غير العضو في منظمة الصحة العالمية كان على تأثير ذلك على زيادة ضعف تايوان في حالة تفشي المرض في المنطقة دون قنوات مناسبة لمنظمة الصحة العالمية. ورداً على ذلك، قالت منظمة الصحة العالمية إن لديهم «خبراء تايوانيين يشاركون في جميع مشاوراتنا ... لذا فهم يشاركون بالكامل ويدركون تمامًا جميع التطورات في شبكات الخبراء». كانت الصين قد سمحت سابقًا لتايوان بأن تكون مراقبًا في جمعية الصحة العالمية، قبل تدهور العلاقات في عام 2016.
انتقد الكندي بروس أيلوارد، رئيس فريق استجابة COVID-19 التابع لمنظمة الصحة العالمية، لرفضه الإجابة على الأسئلة المتعلقة بتايوان ومنظمة الصحة العالمية؛ يعزو البعض الرفض إلى نفوذ الصين.
انتقدت الحكومة التايوانية منظمة الصحة العالمية لعدم الرد الكافي على تساؤلاتها بشأن الفيروس. زعمت تايوان أنها أرسلت بريدًا إلكترونيًا إلى منظمة الصحة العالمية، تسأل عن انتقال العدوى من شخص لآخر في 31 كانون الأول . كان الدافع وراء الاستعلام هو حقيقة أن الأطباء في تايوان سمعوا من الأطباء الصينيين أن بعض الطاقم الطبي أصيبوا أيضًا، [إخفاق التحقق] والذي سيكون دليلاً على انتقال العدوى من إنسان إلى آخر إذا كان ذلك صحيحًا. في 10 و 11 كانون الثاني، طلبت منظمة الصحة العالمية من الأطباء ومسؤولي الصحة العامة أن يكونوا متيقظين لعلامات انتقال العدوى من شخص لآخر. ادعى ترامب لاحقًا رسالة البريد الإلكتروني في كانون الأول «(نبهت منظمة الصحة العالمية) إلى إمكانية انتقال الفيروس التاجي بين البشر» وتم تجاهله؛ ومع ذلك، ذكرت صحيفة الجارديان أن البريد الإلكتروني في ديسمبر لم يحتوي في الواقع على معلومات جديدة.